# بوچا (مجارستان)
بوچا (به مجاری:  Bucsa) یک منطقهٔ مسکونی در مجارستان است که در ناحیه سگ‌هالوم واقع شده‌است. بوچا ۵۵٫۸۴ کیلومتر مربع مساحت و ۲٬۱۷۹ نفر جمعیت دارد.